# Diego Betancourt
Diego Betancourt (Cali, Colombia; 19 de mayo de 1991) es un futbolista colombiano. Juega de delantero y su actual equipo es el FC Impuls de la Liga Premier de Armenia.

## Clubes
| Club                    | País    | Año         |
| ----------------------- | ------- | ----------- |
| Orihuela Club de Fútbol | España  | 2010 - 2012 |
| FC Impuls               | Armenia | 2012 -      |